# Carcassonne (album)
Pour les articles homonymes, voir Carcassonne (homonymie).
Albums de Stephan Eicher
Engelberg
(1991) Non ci badar, guarda e passa
(1994)

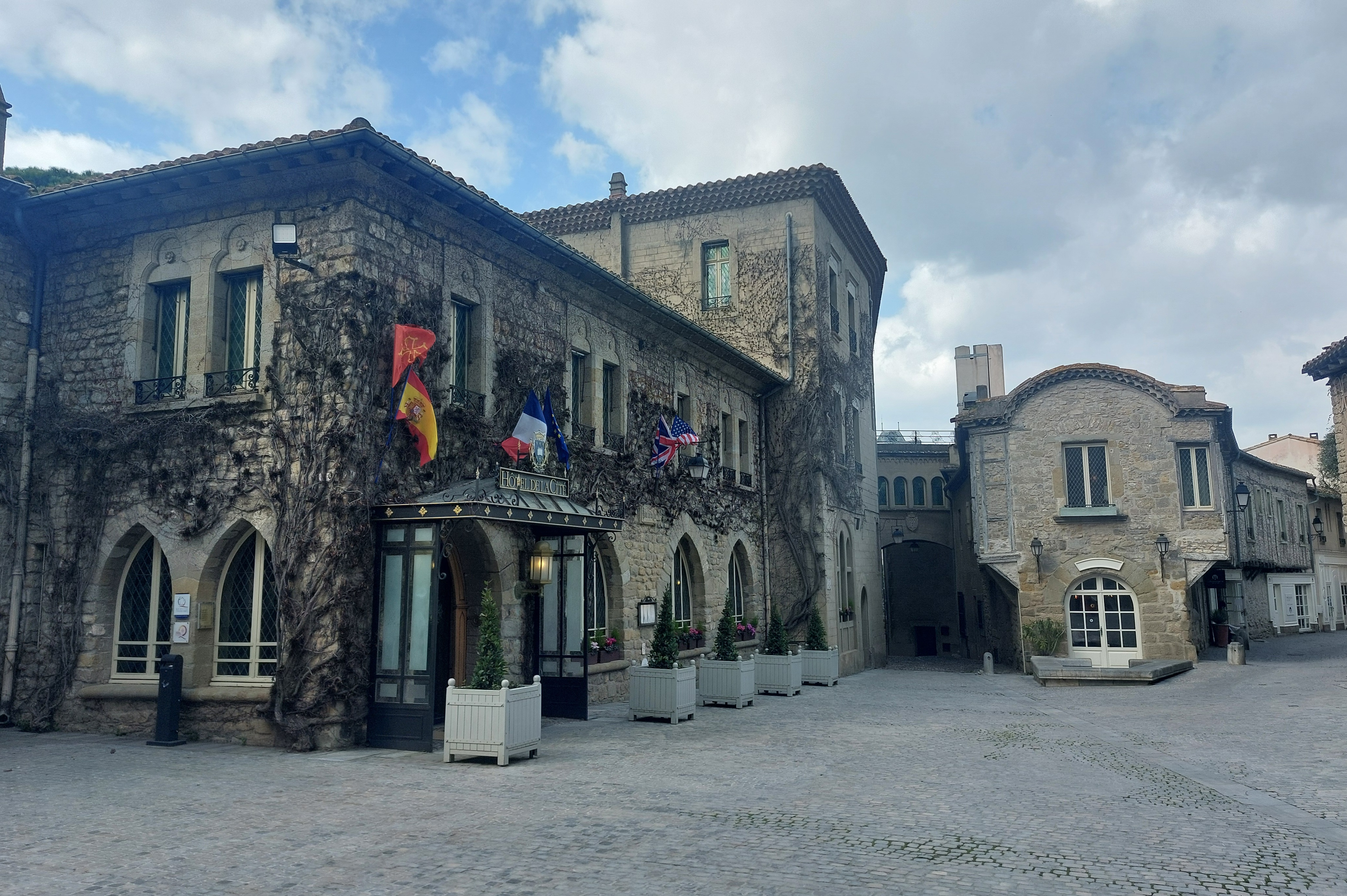
L'Hôtel de la Cité où fut enregistré "Carcassonne".

Carcassonne est le 7e album studio de Stephan Eicher, sorti chez Barclay en 1993 et réédité chez Virgin en 2001. 

## Description
Enregistré dans la chambre 33 et le bar de l'Hôtel de la Cité de Carcassonne, transformé en studio par Dominique Blanc-Francard, cet album prolonge la collaboration de Stephan Eicher avec Philippe Djian comme parolier, commencée lors de l'album précédent, Engelberg. On y retrouve ainsi, dans les paroles, les thèmes du temps qui passe, source de nostalgie comme de libération. Toutefois, l'album garde la dimension cosmopolite habituelle à Stephan Eicher, aussi bien dans l'interprétation de titres en plusieurs langues que dans le line up des musiciens de l'album.

## Réception
L'album est inclus dans l'ouvrage Philippe Manœuvre présente : Rock français, de Johnny à BB Brunes, 123 albums essentiels (bien que Stephan Eicher soit en réalité Suisse yéniche romand francophone).

## Pistes
1. Des hauts, des bas - paroles de Philippe Djian
2. Hope
3. Ni remords, ni regrets - paroles de Philippe Djian
4. Swallow
5. La nuit debout - paroles de Philippe Djian
6. Goodbies
7. Manteau de Gloire - paroles de Philippe Djian
8. Rivière - paroles de Philippe Djian
9. Baiser orageux - paroles de Philippe Djian
10. La mi los
11. Durant un long moment - paroles de Philippe Djian
12. Whatever

## Musiciens
- Stephan Eicher (chant, guitare électrique, basse, synthétiseurs, programmation)
- Manu Katché (batterie, percussions)
- Pino Palladino (basse)
- Richard Lloyd (guitare électrique)
- Sonny Landreth (guitare électrique slide, guitare acoustique)
- Achim Meier (piano, orgue Hammond B3, claviers, accordéon),
- Sophie Jacques de Dixmude (cornemuse médiévale, cromorne)
- Guy Robert (harpe médiévale, chalemie, cromorne, oud)
- Dominique Regef (vielle à roue, vielle à archet, violoncelle)
- Jacques Khoudir (tambour provençal, taraicha, bendir, cymbalettes)
- Patrice Brient (psaltérion médiéval, tympanon)
- Véronique Rivière et Violon (chœurs)
- Sherazade Tamzought (chœurs)
- Dominique Blanc-Francard (guitare 12 cordes sur Hope et Ni remords, ni regrets)
- Christian Demand (guitare acoustique sur Hope).